# Принс-Фредерик
Принс-Фредерик (англ. Prince Frederick) — город и административный центр округа Калверт в штате Мэриленд в Соединённых Штатах Америки.
Согласно данным переписи населения США 2020 года число жителей города 
составляло 3226 человек, что существенно больше, чем было во время предыдущей переписи (2538).

## История
Город был основан в 1722 году и назван в честь  Фредерика — старшего сына британского короля Георга II и законного наследника британского престола.
В июне 1814 года, во время Англо-американской войны, флотилия Чесапикского залива под командованием командора Джошуа Барни, укрылась от неприятеля в нескольких милях к югу от Принс-Фредерика. Осаждая силы Барни, британцы под командованием адмирала сэра Александра Кокрейна разграбили, разрушили и сожгли город и его окрестности.
В 1882 году сильный пожар вновь уничтожил практически весь город и его здание суда, но жители отстроили его вновь, а новое здание суда, которое функционирует и по сей день, возвели на том же месте.

## География
По данным Бюро переписи населения США, общая площадь города составляет 3,7 квадратных миль (9,5 км2), из которых 0,004 квадратных мили (0,01 км2 или 0,11%) приходится на водную поверхность.

## Климат
Климат в этой области характеризуется жарким влажным летом и, как правило, мягкой или прохладной зимой. Согласно системе классификации климата Кёппена, в Принс-Фредерике влажный субтропический климат, сокращенно обозначаемый «Cfa» на климатических картах.